# Église de l'Invention-de-la-Sainte-Croix de Kaysersberg
Pour les articles homonymes, voir Église de l'Invention-de-la-Sainte-Croix.
L'église de l'Invention-de-la-Sainte-Croix est un monument historique situé à Kaysersberg, dans le département français du Haut-Rhin.

## Localisation
Ce bâtiment est situé place de l'Église à Kaysersberg.

## Historique
L'église de Kaysersberg, telle qu'elle existe aujourd'hui, appartient à trois époques différentes. Le transept date du XIIe siècle, la nef de la première moitié du XIIIe siècle et les deux bas-côtés de la nef ont été construits en 1448 et 1522. Le chœur élevé sur une crypte est du XVe siècle. Sur le carré du transept du XIIe siècle a été élevé un clocher en 1824. Le portail de la façade occidentale est de la seconde moitié du XIIe siècle. Son tympan représente le couronnement de la Vierge, entre saint Michel et l'archange Gabriel.
L'origine de l'église est un petit oratoire agrandi par Woelfelin de Haguenau.

## Protection
L'édifice fait l'objet d'une inscription au titre des monuments historiques depuis 1932 et d'un classement au titre des monuments historiques depuis 1985.

## Architecture

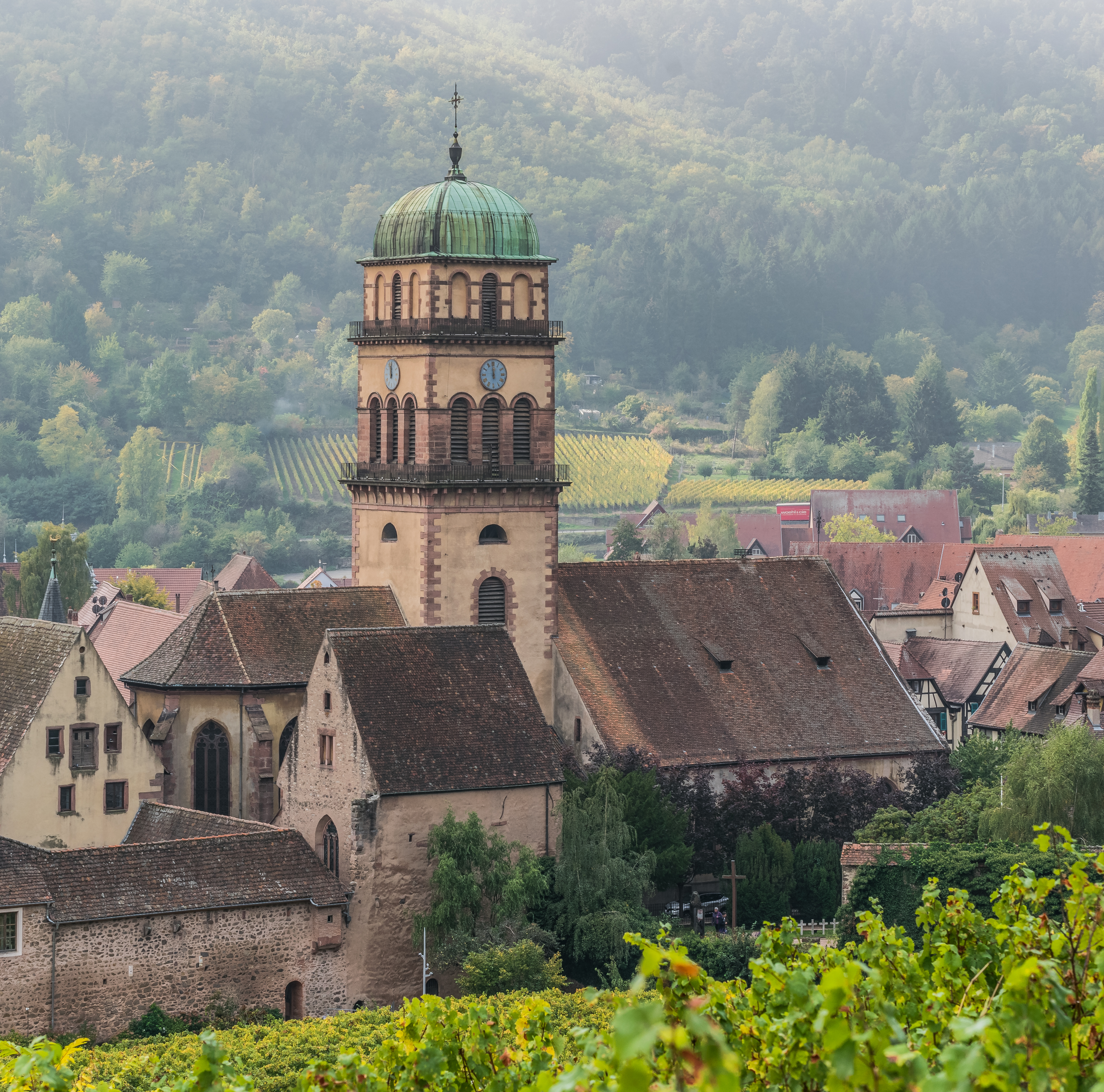
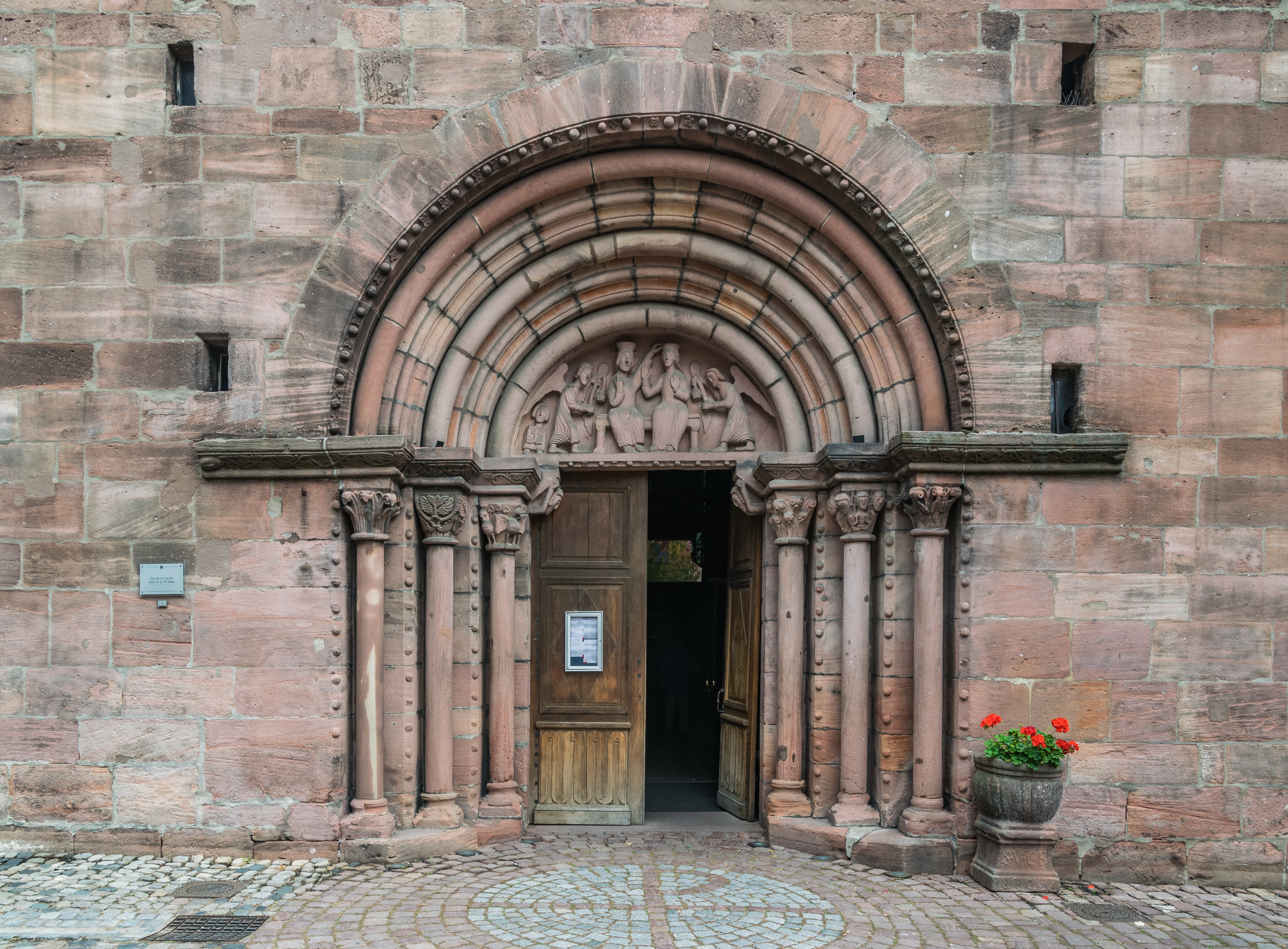
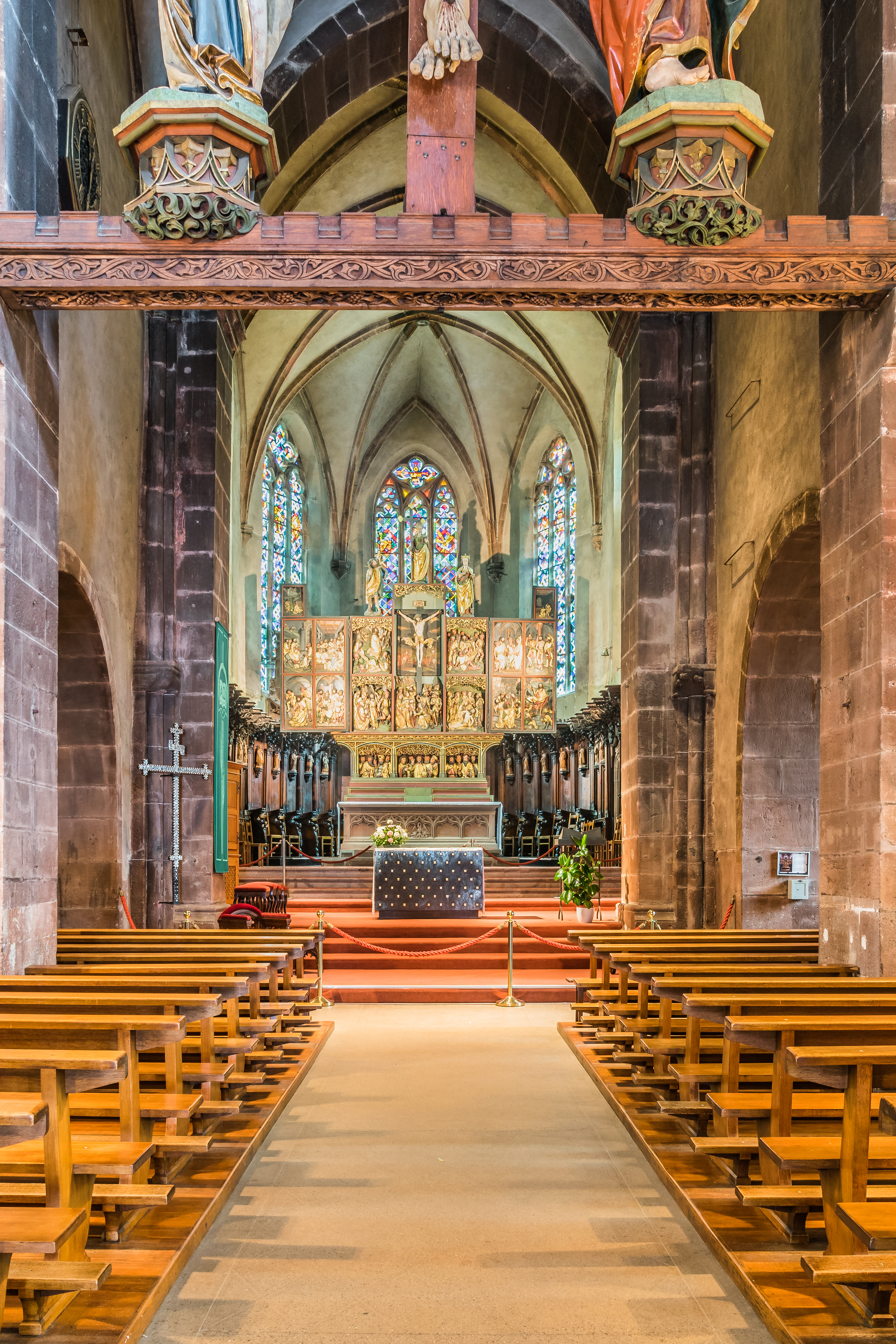
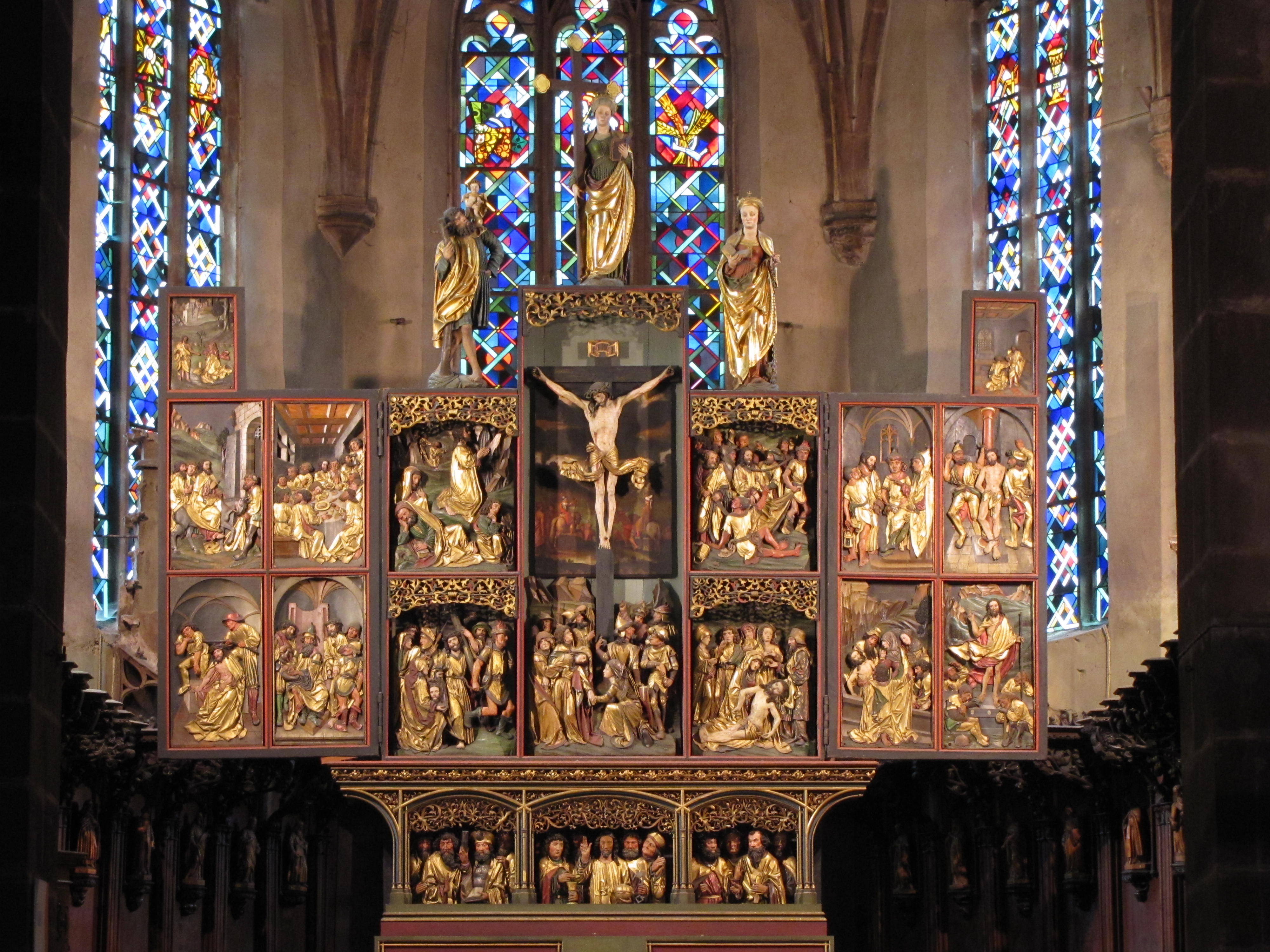
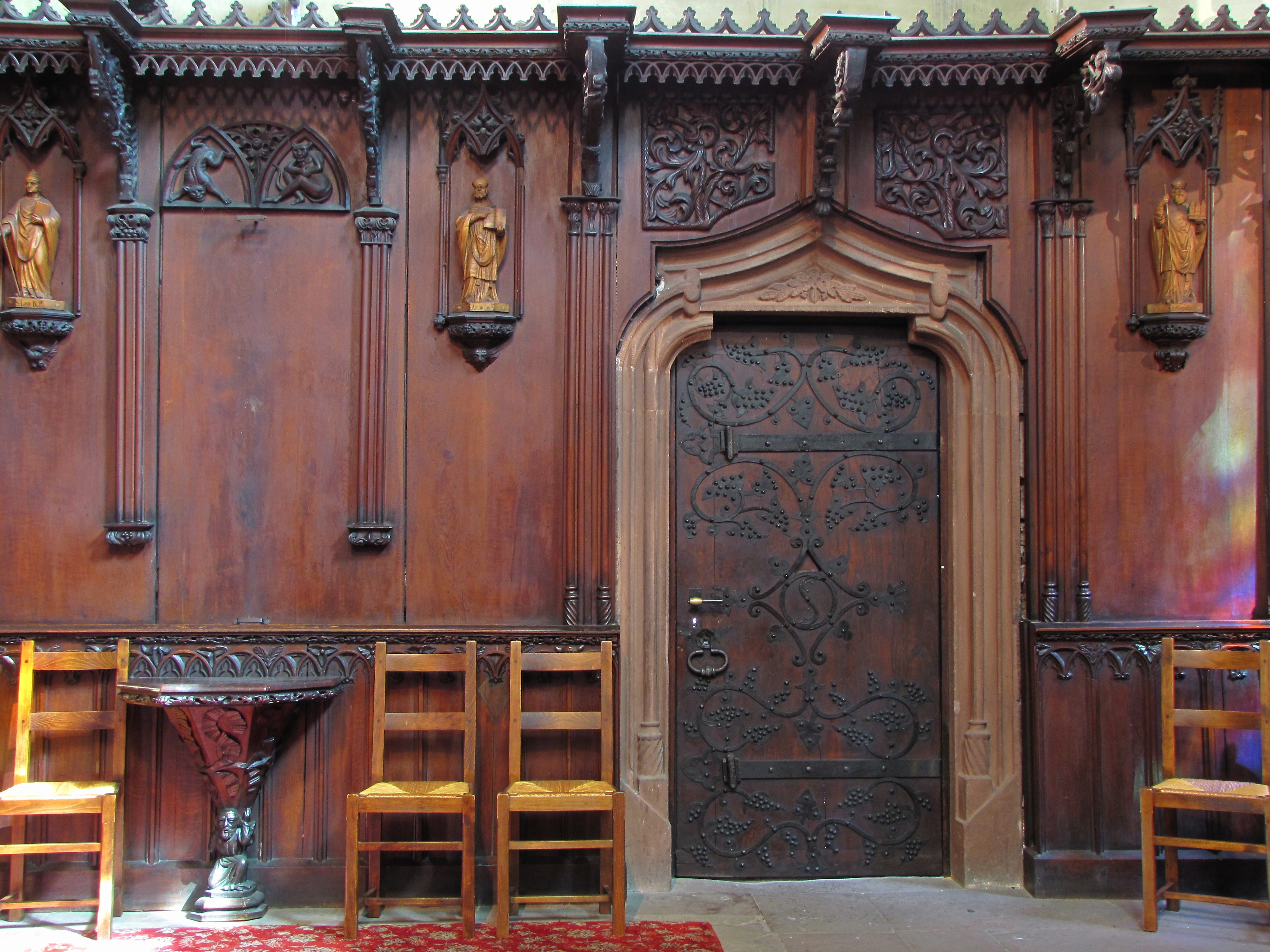
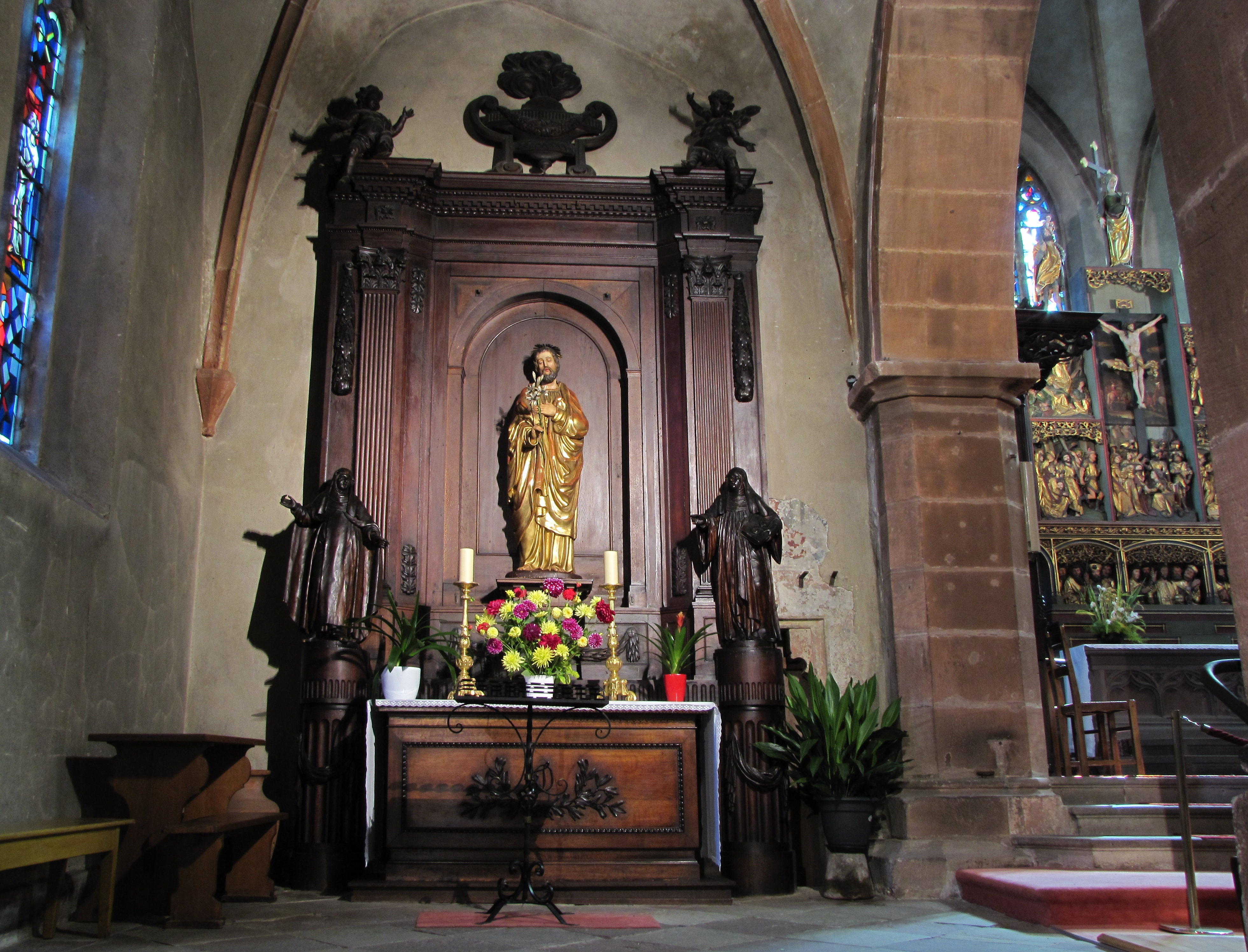
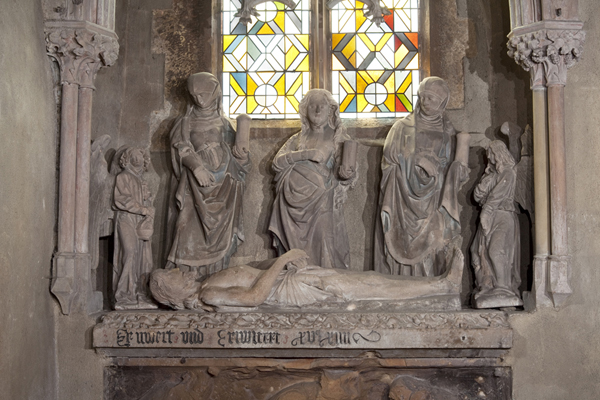
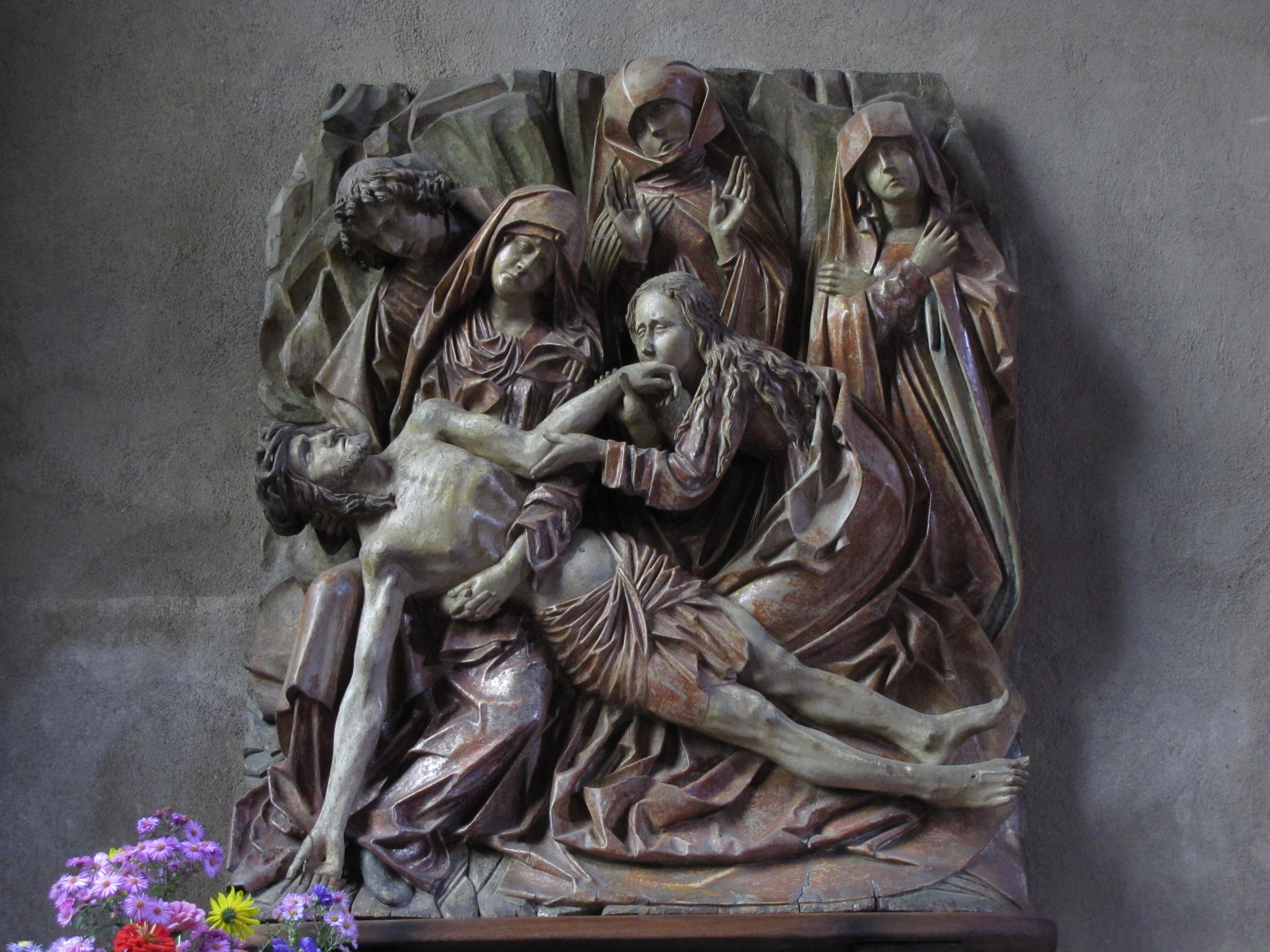